# Истанбул парк
„Истанбул парк“ е писта за провеждане на автомобилни и мотоциклетни състезания, намираща се в Истанбул, Турция.

## Описание
Пистата е проектирана от германския архитект Херман Тилке. Дължината на пистата е 5340 км. Състезанието от Формула 1 се провежда с 58 обиколки.
През 2005 г. Турция за първи път организира състезание от календара на Формула 1. Пистата „Истанбул парк“ е построена в областта Тузла. Строежът на трасето започва още през 2003 година и завършва само две седмици преди състезанието за Голямата награда миналото лято. Пистата е с дължина от 5,378 километра и се състои от 13 завоя. Както повечето трасета в календара на Формула 1, тя е проектирана от германския архитект Херман Тилке. Една от любопитните подробности на „Истанбул парк“ е, че трасето е изпълнено с множество изкачвания и спускания. Това е нехарактерна черта за пистите от Формула 1. Повечето от тях са с равна и равномерна настилка.

## Завръщане във Формула 1
Сред поредица от промени в календара на Формула 1, поради пандемията COVID-19, на 25 август 2020 г. бе потвърдено, че в Истанбул Парк ще се проведе състезание за сезон 2020 след деветгодишно отсъствие на пистата. Гран При на Турция през 2020 г. трябва да се състои на 15 ноември. През 2021 г. отново заради COVID-19, на 10 октомври се проведе Гран При на Турция, като победител стана Валтери Ботас. 

## Победители във Формула 1
| Година      | Пилот                          | Конструктор                    | Писта                          | Статистика                     |
| ----------- | ------------------------------ | ------------------------------ | ------------------------------ | ------------------------------ |
| 2005        | Кими Райконен                  | Макларън-Мерцедес              | Истанбул парк                  | Статистика                     |
| 2006        | Фелипе Маса                    | Ферари                         | Истанбул парк                  | Статистика                     |
| 2007        | Фелипе Маса                    | Ферари                         | Истанбул парк                  | Статистика                     |
| 2008        | Фелипе Маса                    | Ферари                         | Истанбул парк                  | Статистика                     |
| 2009        | Дженсън Бътън                  | Браун-Мерцедес                 | Истанбул парк                  | Статистика                     |
| 2010        | Луис Хамилтън                  | Макларън-Мерцедес              | Истанбул парк                  | Статистика                     |
| 2011        | Себастиан Фетел                | Ред Бул-Рено                   | Истанбул парк                  | Статистика                     |
| 2012 - 2019 | не са се провеждали състезания | не са се провеждали състезания | не са се провеждали състезания | не са се провеждали състезания |
| 2020        | Луис Хамилтън                  | Мерцедес АМГ Петронас          | Истанбул парк                  |                                |
| 2021        | Валтери Ботас                  | Мерцедес АМГ Петронас          | Истанбул парк                  |                                |